# Charles Marston

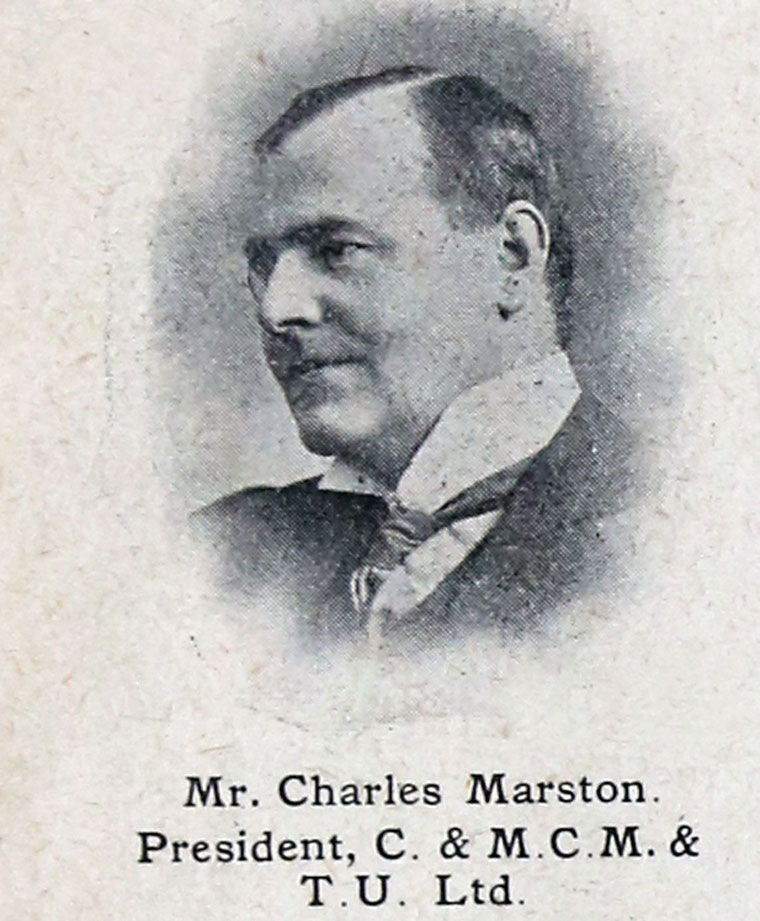
Charles Marston in einer 1910 publizierten Fotografie

Sir Charles Marston KStJ FSA (* 6. April 1867; † 21. Mai 1946 in Stratford-upon-Avon oder Bournemouth) war ein britischer Unternehmer, Mäzen und Autor, der in den 1920er und 1930er Jahren archäologische Forschungen im damaligen Völkerbundsmandat für Palästina finanzierte, insbesondere in Jericho und Lachisch.

## Leben
Charles Marston wurde im April 1867 als Sohn des Unternehmers John Marston (1836–1918) und dessen Ehefrau Ellen Edge Marston geboren; seine Familie konnte ihre Abstammung auf Robertus de Marston zurückführen, der im Hochmittelalter während der Regentschaft von Eduard I. von 1272 bis 1307 zum Gutsherren von Marston in Lincolnshire ernannt wurde. Marston wurde zunächst auf die Wolverhampton School geschickt und besuchte danach das Mason Science College in Birmingham, ein Institut der höheren Bildung, das später in der University of Birmingham aufging. Später beteiligte er sich am unternehmerischen Schaffen seines Vaters im aufkeimenden Fahrrad- und Fahrzeuggeschäft, in dem die Familie als Besitzer der Marke Sunbeam großen Erfolg hatte. 1898 gründete er in Wolverhampton die Villiers Ltd, die zunächst als Zulieferer für den Auto- und Motorradbau in der Fabrik seines Vaters agierte. Später wurde das Unternehmen eigenständig als Hersteller von Motorrädern mit Zweitaktmotor bekannt. Durch diese unternehmerischen Aktivitäten gelangte Marston zu Wohlstand.
1925 verkaufte Marston sein Unternehmen, um sich auf seine Leidenschaft zu konzentrieren: die Archäologie. Insbesondere glaubte er durch die archäologische Forschung die Historizität der biblischer Angaben bestätigen zu können. Unter dieser Prämisse begann er bald, archäologische Grabungen im damals britischen Völkerbundsmandat für Palästina zu finanzieren. Er begann mit Grabungen von John W. Crowfoot zu Königsgräbern in Jerusalem, bevor er ab 1930 die Forschungen von John Garstang in Jericho finanzierte. Marston hoffte dabei, dass Garstand Belege für den Bericht des Buch Josua über die israelitische Eroberung der Stadt finden würde, demzufolge die Stadtmauern der Stadt plötzlich fielen, als die Israeliten auf Gottes Prophezeiung hin Hörner bliesen (Jos 6,1–20 ). Tatsächlich erbrachten die Grabungen zumindest Hinweise darauf, dass die Stadtmauer plötzlich eingebrochen war. Daneben war Marston Mitglied auf Lebenszeit des Palestine Exploration Fund; ebenso unterstützte er die British School of Archaeology in Egypt, ein mit dem University College London verbundenes archäologisches Forschungsinstitut, das hauptsächlich von Flinders Petrie angeführt wurde und sowohl in Ägypten als auch Palästina Forschungen betrieb. Unter anderem finanzierte er so auch Petries Ausgrabungen am Fundplatz Tell el-Ajjul nahe Gaza.
Ab 1932 unterstützte Marston die Ausgrabungen von James Leslie Starkey und anderer Schüler Petries in Tell ed-Duwer, das im Laufe der Grabungen als Ort der antiken Stadt Lachisch identifiziert werden konnte. Regelmäßig besuchte er die Ausgrabungen vor Ort und gab in der britischen Presse Berichte über den Fortschritt und eigene Interpretationen der Forschungen an. Marston war Fellow der Society of Antiquaries of London. Ursprünglich einer von mehreren Finanziers, erhöhte Marston nach dem Tod des bisherigen Hauptmäzens Henry Wellcome im Jahr 1936 seine Förderung, weshalb die Ausgrabungen in Lachisch fortan offiziell Wellcome-Marston Archaeological Research Expedition to the Near East genannt wurden. Als die Forschungen in Lachisch nach der Ermordung von Starkey 1938 und dem Ausbruch des Zweiten Weltkriegs 1939 eingestellt werden mussten, führte dies Marston auf „die Mächte des Bösen“ zurück, die archäologische Funde zur Untermauerung der Bibel verhinderten wollten. Parallel publizierte Marston eine Reihe von Büchern, in denen er in den meisten Fällen anhand der Ergebnisse archäologischer Forschungen die Richtigkeit der Bibel beweisen wollte. Einige Schriften behandelten auch die Verbindung von Wirtschaft und christlichem Glauben, die sich im Falle von Marston auch darin widerspiegelte, dass der gläubige Anglikaner Mitglied der Laienversammlung in der Synode (Church Assembly) der Church of England war. Außerhalb der biblischen Archäologie finanzierte er 1936/1937 Ausgrabungen von Kathleen Kenyon in der römischen Stadt Viroconium im englischen Shropshire.
Aus geschäftlichen Gründen reiste Marston regelmäßig in die Vereinigten Staaten, wo er im Januar 1895 in New York City die US-amerikanischen Louise Johnson heiratete, eine Kindheitsfreundin der Suffragette und Umweltschützerin Rosalie Edge. Aus der Ehe gingen zwei Kinder hervor. Nach dem Tod seiner ersten Ehefrau 1921 heiratete er ein Jahr später Ruth Miller, die ebenfalls US-Amerikanerin war und 1934 verstarb. Ein Jahr darauf ging er mit Mary Battey Bonney aus New York City seine dritte Ehe ein. Neben Unternehmen, Archäologie und Kirche war Marston auch Präsident des Victoria Institute, einer philosophischen Gesellschaft, und Mitglied der Conservative Party. Er wurde 1926 zum Ritter geschlagen. 1932 wurde er zum Officer des Order of Saint John ernannt, 1937 wurde zum Commander des Order of Saint John hochgestuft und schließlich 1944 zum Knight berufen.  Marston starb im Mai 1946 in England im Alter von 79 Jahren. In einem Nachruf nannte die New York Times die mittelenglische Kleinstadt Stratford-upon-Avon als seinen Todesort, während die Fachzeitschrift Nature in einer Todesnachricht die südenglische Küstenstadt Bournemouth angab.

## Veröffentlichungen
- The Christian Faith and Industry. Society for Promoting Christian Knowledge, London 1927.
- The New Knowledge About the Old Testament. Eyre & Spottiswoode, London 1933. In den Vereinigten Staaten unter dem Titel New Bible Evidence bei Fleming H. Revell (New York 1934) erschienen.
- The Bible Is True. Eyre & Spottiswoode, London 1934.
- The Bible Comes Alive. Eyre and Spottiswoode, London 1937.